# Zé Ramalho Canta Raul Seixas
Zé Ramalho Canta Raul Seixas é um álbum do cantor brasileiro de MPB Zé Ramalho, lançado em 2001.
O disco, produzido por Robertinho de Recife, é quase inteiramente formado por regravações de canções do cantor baiano Raul Seixas. Entre elas, destacam-se S.O.S, Planos de Papel, Metamorfose Ambulante, Ouro de Tolo, Você Ainda Pode Sonhar (versão para Lucy In The Sky With Diamonds, dos Beatles entre outros.
Há ainda a canção inédita Para Raul, uma homenagem de Zé Ramalho a Raul, e uma versão para How Could I Know, intitulada Como Eu Ia Saber.
O disco inspirou ainda um DVD, registrado no início de 2002 em show no Canecão, Rio de Janeiro.
Zé queria ter gravado um disco com Raul quando ele era vivo. Uma década após a morte do cantor, ele decidiu gravar este tributo, mas teve de driblar o escritor Paulo Coelho, com quem Raul havia feito diversas parcerias. Paulo se recusou a permitir que Zé gravasse versões das músicas que fez com Raul. Zé acabou gravando somente canções feitas por Raul sozinho. Mais tarde, comentou em uma entrevista: "Achei grotesco, sem elegância nenhuma. Mas não há como uma pessoa me interromper."

## Faixas
| #  | Título                                          | Duração |
| -- | ----------------------------------------------- | ------- |
| 1  | "Ave Maria da Rua"                              | 5:19    |
| 2  | "As Aventuras de Raul Seixas na Cidade de Thor" | 4:38    |
| 3  | "Metamorfose Ambulante"                         | 3:33    |
| 4  | "O Trem das 7"                                  | 3:20    |
| 5  | "Ouro de Tolo"                                  | 3:33    |
| 6  | "S.O.S"                                         | 3:06    |
| 7  | "Dentadura Postiça"                             | 3:39    |
| 8  | "How Could I Know / Como eu Ia Saber"           | 3:57    |
| 9  | "Prelúdio"                                      | 2:17    |
| 10 | "Você Ainda Pode Sonhar"                        | 3:54    |
| 11 | "Planos de Papel"                               | 3:19    |
| 12 | "Para Raul"                                     | 3:28    |